# Gnophos designata
Gnophos designata là một loài bướm đêm trong họ Geometridae.